# Le président a-t-il le sida ?
Pour plus de détails, voir Fiche technique et Distribution.
Le président a-t-il le sida ? est une comédie dramatique haïtienne réalisée par Arnold Antonin et sortie en 2006.

## Synopsis
Il raconte l'histoire de Dao, un musicien de renom qui mène une vie sexuelle non protégée, marquée par des orgies et la consommation de drogues. Il change de mode de vie lorsqu'il rencontre Nina, une jeune fille pauvre de 23 ans. Dao se retrouve à l'hôpital après un accident de voiture. Il apprend plus tard qu'il a contracté le sida. Sa mère l'emmène voir un prêtre vaudou dans l'espoir de le débarrasser de ses « mauvais esprits ». Nina l'épouse six mois après avoir appris qu'il est atteint du sida.

## Fiche technique
- Titre original : Le président a-t-il le sida ?[1]
- Réalisation : Arnold Antonin
- Scénario : Arnold Antonin, Gary Victor
- Photographie : Camilo Weimaier
- Montage : Oldy J. Auguste
- Musique : John Mogène, Boulot Valcourt
- Décors : Handy Tibert
- Production : Ricardo Lefevre, Jimmy Jean-Louis, Arnold Antonin
- Sociétés de production : Centre Pétion-Bolivar, Jet Media Productions, Unité Audiovisuelle
- Pays de production :  Haïti
- Langue originale : français
- Format : couleurs
- Genre : comédie dramatique
- Durée : 115 minutes
- Dates de sortie : 
  - Haïti : avril 2006

## Distribution
- Jimmy Jean-Louis : Dao
- Gessica Généus : Nina
- Ricardo Lefevre (ht) : Larieux
- Riché Kenskoff (ht)
- Chantal Pierre-Louis :
- Manfred Marcelin (ht) : Georges
- Nadege Telfort : Carline
- William Déjean
- Ralph Civil
- Réginald Lubin
- Marie Carmelle Laroque (ht)
- Raymonde Jean-François :
- Handy Tibert (ht) : le batteur de Dao
- Huguette Saint Fleur (ht) : la mère de Dao
- Régine Bastien
- Fresnel Louis
- Brunatche Zéphir
- Mathieu Painvier